# We Built This City
«We Built This City» (en español: «Nosotros construimos esta ciudad») es una canción escrita por Bernie Taupin, Martin Page, Dennis Lambert y Peter Wolf, originalmente grabada por la banda de rock estadounidense Starship y lanzada como sencillo debut el 1 de agosto de 1985. Alcanzó el número uno en el Hot 100 y en el Mainstream Rock Tracks de la revista Billboard. Fue número 12 en Reino Unido.

## Contenido: referencias geográficas
La letra de la canción describe una ciudad construida sobre la base de la música de rock. Menciona en forma explícita el puente Golden Gate, y refiera a «la ciudad sobre la bahía», un alias que alude a San Francisco, California, de donde es originaria la banda. Sin embargo, la letra también hace referencia a «la ciudad que rockea», una alusión a la ciudad de Cleveland, Ohio, y a «la ciudad que nunca duerme», frase con la que suele hacer referencia a Nueva York. Capitalizando esta ambigüedad, muchas estaciones de radio agregaron descripciones de su propia zona cuando reproducían la canción.

## Premios y crítica: los Premios Grammy y las revistasBlenderyRolling Stone
«We Built This City» fue nominada en 1986 al Grammy como Mejor interpretación rock dúo o grupo con vocalista.
La desaparecida revista Blender la catalogó en su momento como la peor canción, mientras que el canal de televisión VH1 la incluyó en su especial «The 50 Most Awesomely Bad Songs... Ever». Por otro lado, un artículo en The Sydney Morning Herald señaló que la lista del editor de Blender, Craig Marks, había sido compilada a partir de datos arbitrarios y anecdóticos, y con criterios bastante caprichosos. El mánager de la banda, Bill Thompson, se mostró sorprendido tanto por la descalificación de la canción como por encontrarse en esa misma lista otros grupos muy exitosos. Al respecto, ironizó: 

Me habría gustado que Blender nos hubiera llamado para una foto: me habría encantado fotografiarme junto a Stevie Wonder y Paul McCartney.

En 2011, una encuesta electrónica de la revista Rolling Stone nombró a «We Built This City» la peor canción de los ochenta. La canción ganó por tal margen que la revista señaló: «Podría ser la mayor victoria en la historia de las encuestas de los lectores de Rolling Stone».

## Listas de éxitos musicales
| Lista (1985-1986)                                | Mejor posición |
| ------------------------------------------------ | -------------- |
| Media Control Charts (Alemania)                  | 10             |
| Kent Music Report Top Singles (Australia)        | 1              |
| Ö3 Austria Top 40 (Austria) [7]                  | 21             |
| VRT Top 30 (Bélgica)                             | 17             |
| RPM (Canadá)                                     | 1              |
| Billboard Hot 100 (Estados Unidos) [8]           | 1              |
| Adult Contemporary (Estados Unidos)              | 37             |
| IRMA (Irlanda)                                   | 9              |
| Recorded Music NZ (Nueva Zelanda)                | 11             |
| Dutch Top 40 (Países Bajos)                      | 21             |
| The Official UK Charts Company (Reino Unido) [9] | 12             |
| Sverigetopplistan (Suecia)                       | 4              |
| Schweizer Hitparade (Suiza)                      | 8              |
| Lista (2014)                                     | Mejor posición |
| ------------------------------------------------ | -------------- |
| The Official UK Charts Company (Reino Unido) [9] | 25             |

## Usos comerciales
En 1990, la compañía manufacturera ITT Corporation comenzó a usar una variante del título de la canción —«We Built This Business» (Nosotros construimos este negocio)— como eslogan para promocionar su compra de la empresa de servicios financieros The Hartford.
La canción es parte de la banda sonora de la película Los Muppets, de 2011: se la escucha en la escena durante la cual los personajes reconstruyen el teatro para la telemaratón que les permitirá salvarlo.
La canción puede escucharse en la radio Los Santos Rock Radio, del juego Grand Theft Auto V, lanzado en el año 2013.
En 2014, el tema fue utilizado en Reino Unido para un comercial de los servicios de telefonía móvil 3, donde aparecen una niña y su gato en su bicicleta cantando dicha canción. A partir de ese aviso publicitario, la canción trepó 158 lugares hasta el puesto 25 en los charts británicos.
En Chile, es la canción principal de la teleserie nocturna de Mega: Sres. Papis, estrenada el 28 de junio del 2016.
En el 2021 es parte de la banda sonora The Kissing Booth 3.

## Otras versiones
- El cantante y actor Max George, componente de la banda The Wanted, interpreta la canción en el undécimo episodio de la sexta y última temporada de la serie de televisión Glee.[14]
- El cantante Aron Wright y la cantante Jill Andrews se unieron para realizar una versión que fue presentada en el vigésimo primer episodio de la  décima temporada del drama médico Anatomía de Grey.
- El dúo cómico musical Ninja Sex Party formado por Dan Avidan (Danny Y. Sexbang) y Brian Wecht (Ninja Brian) versiona esta canción en su disco tributo Under the Covers, Vol. III.